# Chabournéite
La chabournéite è un minerale il cui nome deriva dal ghiacciaio di Chabournéou sul monte Pelvoux nei pressi dei quali è stato ritrovato il primo esemplare.

## Morfologia
La chabournéite si rinviene in cristalli fino a 1 mm.

## Origine e giacitura
La chabournéite si forma nelle vene idrotermali nella dolomite.